# Czarodziej snów
Czarodziej snów (hiszp. El mago de los sueños) – hiszpański film animowany z 1966 roku w reżyserii Francisco Macián.

## Obsada (głosy)
- Andy Russell jako Czarodziej snów
- Juan Carlos Mareco ‘Pinocho’
- Chicho Gordillo
- Tito Mora
- Ennio Sangiusto
- Teresa María

## Wersja polska
Wersja wydana na kasetach VHS z polskim lektorem. Dystrybucja: Eurokadr Home Video.

## Ścieżka dźwiękowa
Lista utworów El mago de los sueños wydana przez Belter na płytach winylowych.
Strona A
- A1 – Vamos A La Cama w wykonaniu chóru dziecięcego
- A2 – Soñarás w wykonaniu Andy Russell
- A3 – Soy El Mago De Los Sueños w wykonaniu Andy Russell
- A4 – El Twist De Cuquín w wykonaniu Juan Carlos Mareco „Pinocho”
- A5 – Cuento De La Caperucita w wykonaniu Chicho Gordillo
- A6 – Colitas Y El Circo w wykonaniu Chicho Gordillo

Strona B
- B1 – Tete Hodd w wykonaniu Rafael Turia
- B2 – Pelusín Y La Moneda w wykonaniu Ennio Sangiusto
- B3 – El Guau De Maripi w wykonaniu Los 3 Sudamericanos, dialogi J. L. Barcelona
- B4 – Con Los De La Torre Cleo Y El Marcianito w wykonaniu Teresa María, dialogi J. L. Barcelona
- B5 – Vamos A La Cama w wykonaniu chóru dziecięcego

## Nagrody
Film otrzymał nagrodę Spektaklu Syndykatu Narodowego (hiszp. el premio del Sindicato Nacional del Espectáculo), a także nagrodę S. Jorge, ustanowioną przez krytyków dla najlepszej produkcji animowanej.